# 吳譽聞
吳譽聞（16世紀—17世紀），字少修，號紫樓，廣東廣州府順德縣人，明朝政治人物。

## 生平
吳譽聞是嘉靖三十七年（1558年）的舉人，四十四年（1565年）會試中副榜，授許州學正，主持大梁書院啟迪儒生，調任邵武推官，調度兵糧防備倭寇，戰艦兵械都得實用，因父親逝世回鄉。服闋後補任鄖陽推官，鄖陽撫治王世貞聽聞其名聲讓其編修《鄖陽府志》，丈量地方田地以平均賦稅，邊界經清理後使得軍民方便；萬曆五年（1577年）轉任獨山知州，立志清操，讓最難馴服的苗族人也仰慕而受教化，上級令他宣諭水西土司安國亨，八年（1580年）因招撫苗族人有受賞。
萬曆九年（1581年），吳譽聞陞思恩同知，當時正值朝廷用兵，他能撫定地方八寨，又能推卻接受對方交納的金錢，但遭人誣陷而罷歸。他素有文名，曾分校河南、湖廣、江西鄉試稱得人，在貴州時亦與在戍的鄒元標交遊。孫子吳元翰是天啟五年進士。

## 引用
1. 1 2  咸豐《順德縣志·卷二十四·列傳四》：吳譽聞，字紫樓，黎村人，嘉靖戊午舉人，乙丑南宮乙榜，選許州學正，主大梁書院，誘掖八郡生儒多所成就；遷邵武府推官，調度兵食防倭，備極勤劬，戰艦兵械皆得實用。尋丁外艱，服闋補鄖陽，撫院王懋貞聞其名屬修鄖郡志，令丈鄖襄屯田，為分則壤，九等均賦，經界清理，軍民便之；丁丑轉獨山知州，勾當六衛事務，清操自矢，土苗慕其德化，凡苗種之最難馴者皆刻木歸附，當事才之，令諭水西安國學等，譽聞宣示國威，皆泥首聽命。庚辰以招苗甕饔袍功受欽賞，辛巳陞思恩府同知，時用兵之際，撫安八寨有善後功，而却交夷之金尤見操守，有譖之者遂罷歸。譽聞素有文名，歷分校河南、湖廣、江西鄉試具稱得士，任滇時鄒元標適在戍，與交遊砥礪風節，又從宗伯孫淮海講明正學，後元標起諫垣，疏薦不果用，復移書慰之曰：「公少師陳白沙以悟修傳宗印壯學，邱瓊山以衍義明治平，歷官清苦天日監之方正，諒之壬人下石。」天道昭然，蓋深惜之也。孫元翰天啟壬戌進士，叅議陜西，有聲。 張府志 姚志 陳志
2. ↑  民國《獨山縣志·卷二十二·宦績》：歐陽輝……前任吳譽聞文學吏事亦自名家……
3. ↑  嘉慶《鄖陽志·卷五下·官師志》：吳譽聞，字少修，號紫樓，順德舉人，萬歷初任，操守清嚴、門無私謁，刑罰一秉公正，獄以無冤。